# Marat Kalimulin
Marat Natfulovitj Kalimulin (ryska: Марат Натфулович Калимулин), född 20 augusti 1988 i Toljatti, Sovjetunionen, död 7 september 2011 utanför Jaroslavl, Ryssland, var en rysk professionell ishockeyspelare
Han spelade senast för Lokomotiv Jaroslavl i KHL.
Kalimulin blev bronsmedaljör med Ryssland i JVM 2008.

## Död
Kalimulin var den 7 september 2011 ombord på ett passagerarflygplan som havererade i staden Jaroslavl klockan 16:05 MSK under en flygning mellan Jaroslavl-Tunosjna flygplats (IAR) och Minsks internationella flygplats (MHP). Hans lag Lokomotiv Jaroslavl var på väg till en bortamatch i Minsk. Efter att planet lyfte från flygplatsen kunde det inte nå tillräckligt hög höjd och flög in i en ledning innan det störtade i floden Volga.